# Садирін Павло Федорович
Павло́ Фе́дорович Сади́рін (рос. Павел Фёдорович Садырин, нар. 18 вересня 1942, Перм — пом. 1 грудня 2001, Москва) — радянський футболіст, що грав на позиції півзахисника. По завершенні ігрової кар'єри — футбольний тренер.
Виступав, зокрема, за ленінградський «Зеніт», відомий тренерською роботою зі збірною Росії та декількома російськими клубами.

## Ігрова кар'єра
Народився 18 вересня 1942 року в Пермі. Вихованець футбольної школи місцевого клубу «Зірка». Дорослу футбольну кар'єру розпочав 1959 року в основній команді того ж клубу, в якій провів шість сезонів.
1965 року перейшов до ленінградського «Зеніта», за який відіграв 11 сезонів. Більшість часу, проведеного у складі «Зеніта», був основним гравцем команди, протягом 6 сезонів був капітаном ленінградської команди. Завершив ігрову кар'єру виступами за «Зеніт» у 1975 році.

## Кар'єра тренера
Розпочав тренерську кар'єру невдовзі по завершенні кар'єри гравця, 1978 року, увійшовши до тренерського штабу клубу «Зеніт». 1983 очолив команду клубу як старший тренер.
У 1988 році очолював команду херсонського «Кристала», протягом 1989—1992 років був очільником тренерського штабу московського ЦСКА.
1992 року став першим головним тренером новоствореної збірної Росії з футболу. Вивів команду до фінальної частини чемпіонату світу з футболу 1994 року, на якому росіяни припинили виступи на груповому етапі змагання, після чого тренер залишив національну команду.
1994 року повернувся до клубної роботи, знову працював з «Зенітом», ЦСКА (Москва), а також казанським «Рубіном». Протягом частини 2000 року працював зі збірною Узбекистану.
Останнім місцем тренерської роботи був клуб ЦСКА (Москва), команду якого Павло Садирін очолював як головний тренер до 2001 року.
Помер 1 грудня 2001 року на 60-му році життя у Москві. Похований на Кунцевському кладовищі.